# Tuile chaulée
La tuile chaulée est une tuile demi-ronde enduite d'un mélange de chaux et de sable destinée au captage du naissain (larves d'huîtres) au sein des collecteurs.

## Description
Les collecteurs d'huîtres, que l'on appelle aussi cages ou ruches, sont des caisses coaltarées (goudronnées) à large claires-voies, grâce auxquelles sont immergées des tuiles chaulées rangées de telle sorte que l'eau de mer puisse y circuler facilement,.
À la fin du printemps et au début de l'été (les mois qui en français s'orthographient sans la lettre " r "), chaque huître mature développe des gamètes dans sa gonade - un vésicule spécifique, transparent - sous forme de laitance. L'huître étant hermaphrodite, ces gamètes sont ovules ou spermatozoïdes selon le sexe du moment, sexe qui peut varier au cours d'une même saison ou lors de saisons consécutives. Quand le volume de la laitance représente entre le tiers et la moitié celui du mollusque, on dit que "l'huître est grasse" ; l'instant de la ponte est proche. Il survient quand la température de l'eau de mer atteint puis dépasse les 18 °C. On estime que chaque huître femelle libère alors des nuages de quelques-uns des vingt à cent millions d'ovules qu'elle développe par saison, alors que chaque huître mâle expulse les spermatozoïdes selon un jet continu. Vingt quatre heures après fécondation des ovules, chacune des larves formées va commencer une errance d'une vingtaine de jours au gré des courants : on dit qu'elle est "véligère". Ensuite, elle développe un pied qui va lui permettre de se fixer sur un support fixe quelconque (rocher, coquille, bois immergé, etc.) : elle est devenue "pédivéligère". À la suite de métamorphoses, la larve devient naissain. Quand par chance celui-ci se fixe sur un des collecteurs disposés pour le capter, qu'il parvient à survivre et à se développer, le naissain devient huître et participe à l'ostréiculture. 
C'est d'abord grâce à l'intuition du naturaliste Victor Coste que l'on doit la capture des larves en imaginant en 1859 le premier collecteur (constitué à l'époque de simples tuiles) testé avec succès près d'Arcachon. Pourtant, si l'huître jeune se fixe bien sur la tuile, lui permettant ainsi de se développer, il devient ensuite difficile de l'en détacher sans dégât pour sa coquille.
On doit à Jean Michelet, un maçon arcachonnais, d'avoir mis au point en 1865 la technique dite du chaulage, en enduisant des tuiles creuses avec un mélange de sable et de chaux résistant à l'eau : on dit aussi "blanchir les tuiles". Cette technique permet aux ostréiculteurs de détacher (détroquer) les jeunes huîtres de leur support de captage sans risquer de les détruire. Ce procédé est à l'origine de l'essor de l'ostréiculture arcachonnaise.